# Mirosław Łuniewski
Mirosław Łuniewski (ur. 25 stycznia 1957) – polski lekkoatleta chodziarz, medalista mistrzostw świata i Europy w kategorii masters.

## Kariera
Mirosław Łuniewski zdobył w latach 1971–1972 dwa srebrne medale mistrzostw Polski młodzików w chodzie sportowym na dystansach 3000 m i 5000 m.
Wielokrotny uczestnik mistrzostw Polski seniorów na różnych dystansach. W 2023 roku, w wieku 66 lat, był najstarszym uczestnikiem mistrzostw i startował na dystansie 10000 m. Wcześniej, w 2014 roku, w wieku 57 lat, zajął 6. miejsce na dystansie 20 km. W czasie swojej kariery uczestniczył zarówno w pierwszej, jak i pięćdziesiątej edycji Memoriału Józefa Żylewicza.
Startuje w zawodach w kategorii masters. W mistrzostwach Europy i świata zdobył łącznie 58 medali, w tym 14 złotych (8 indywidualnych i 6 drużynowych). Jest najbardziej utytułowanym Polakiem w historii w tej kategorii w chodzie sportowym. Według stanu na 6 lipca 2025 zdobywca 132 medali mistrzostw Polski na otwartym stadionie oraz halowych na różnych dystansach (115 złotych, 16 srebrnych i 1 brązowy). Indywidualnie jest rekordzistą Polski w chodzie na 1 milę M55, 3000 m M60, 5000 m M60, 10000 m M50 i M60, 5 km M60, 10 km M60, 15 km M50, M55 oraz M65, 20 km M55 i M60, 25 km M50 i M55, 30 km M45, M50, M55 i M65, 5000 m w hali M60 i M65, a także w chodzie na 1 godzinę M50, M55, M60 i M65 (wg stanu na 8 grudnia 2023). Od 2013 roku reprezentant klubu UKS Jedynka Reda, a wcześniej: Orlęta Reda (1999, 2001) i Konradia Gdańsk (2000, 2002–2012).
Od 2002 roku zasiada w zarządzie Polskiego Związku Lekkiej Atletyki Masters, gdzie jest odpowiedzialny za statystyki i chód sportowy. W okresie od 2012 do 2015 pełnił rolę statystyka European Masters Athletics. Jest współautorem wydawnictw dotyczących chodu sportowego. W latach 2004–2020 wiceprezes Pomorskiego Klubu Weteranów Lekkiej Atletyki. Prowadzi stronę internetową dotyczącą chodu sportowego w kategorii masters – veteranswalk.pl.

## Odznaczenia i wyróżnienia
W 2004 roku Mirosławowi Łuniewskiemu przyznano medal „Zasłużony dla miasta Redy”. W roku 2010 został odznaczony srebrną odznaką „Za Zasługi dla Sportu”. W 2017 otrzymał „Laur Królowej Sportu” dla najlepszego sportowca w Polsce w kategorii masters w tym roku.
W 2018 na stadionie lekkoatletycznym w Redzie odsłonięto poświęconą mu tablicę pamiątkową w alei zasłużonych dla miejskiego sportu, jako drugą po tablicy Marty Jeschke.

## Życie prywatne
Jest mężem Janiny Łuniewskiej, która jest utytułowaną chodziarką w kategorii masters. Jego brat Leonard również był chodziarzem.

## Osiągnięcia

### Juniorzy – krajowe
| Rok  | Impreza                               | Miejsce | Konkurencja    | Pozycja    | Wynik   |
| ---- | ------------------------------------- | ------- | -------------- | ---------- | ------- |
| 1971 | Mistrzostwa Polski juniorów młodszych | Tarnów  | chód na 3000 m | 2. miejsce | 15:21,4 |
| 1972 | Mistrzostwa Polski juniorów młodszych | Łódź    | chód na 5000 m | 2. miejsce | 26:17,8 |

### Masters – międzynarodowe
| Rok  | Impreza                                                      | Miejsce                 | Konkurencja                                                                     | Pozycja    | Wynik    |
| ---- | ------------------------------------------------------------ | ----------------------- | ------------------------------------------------------------------------------- | ---------- | -------- |
| 2000 | 12. Mistrzostwa Europy masters                               | Jyväskylä               | chód na 5000 m M40                                                              | 3. miejsce | 24:06,45 |
| 2000 | 12. Mistrzostwa Europy masters                               | Jyväskylä               | chód na 10 km M40                                                               | 3. miejsce | 1:43:41  |
| 2004 | 14. Mistrzostwa Europy masters                               | Aarhus                  | chód na 20 km M45                                                               | 2. miejsce | 1:46:56  |
| 2006 | 15. Mistrzostwa Europy masters                               | Poznań                  | chód na 20 km drużynowy M45, w drużynie z: Zbigniew Klapa, Zbigniew Kwita       | 3. miejsce | 6:03:00  |
| 2008 | 16. Mistrzostwa Europy masters                               | Lublana                 | chód na 20 km M50                                                               | 3. miejsce | 1:47:59  |
| 2009 | 11. Mistrzostwa Europy masters non stadia                    | Aarhus                  | chód na 30 km M50                                                               | 2. miejsce | 2:49:37  |
| 2009 | 11. Mistrzostwa Europy masters non stadia                    | Aarhus                  | chód na 10 km M50                                                               | 3. miejsce | 51:08    |
| 2010 | 17. Mistrzostwa Europy masters                               | Nyíregyháza             | chód na 20 km M50                                                               | 1. miejsce | 1:48:36  |
| 2010 | 17. Mistrzostwa Europy masters                               | Nyíregyháza             | chód na 5000 m M50                                                              | 2. miejsce | 25:03,48 |
| 2010 | 17. Mistrzostwa Europy masters                               | Nyíregyháza             | chód na 20 km drużynowy M50, w drużynie z: Zbigniew Kwita, Waldemar Małecki     | 3. miejsce | 5:44:54  |
| 2012 | 18. Mistrzostwa Europy masters                               | Żytawa Bogatynia Hrádek | chód na 5000 m M55                                                              | 1. miejsce | 25:06,27 |
| 2012 | 18. Mistrzostwa Europy masters                               | Żytawa Bogatynia Hrádek | chód na 20 km M55                                                               | 2. miejsce | 1:48:50  |
| 2012 | 18. Mistrzostwa Europy masters                               | Żytawa Bogatynia Hrádek | chód na 20 km drużynowy M50, w drużynie z: Zbigniew Kwita, Waldemar Małecki     | 3. miejsce | 5:51:19  |
| 2013 | 9. Halowe mistrzostwa Europy masters                         | San Sebastián           | chód na 3000 m M55                                                              | 2. miejsce | 14:51,72 |
| 2013 | 9. Halowe mistrzostwa Europy masters                         | San Sebastián           | chód na 5 km M55                                                                | 2. miejsce | 25:33    |
| 2013 | 13. Mistrzostwa Europy masters non stadia                    | Úpice                   | chód na 10 km M55                                                               | 1. miejsce | 51:47    |
| 2013 | 13. Mistrzostwa Europy masters non stadia                    | Úpice                   | chód na 30 km M55                                                               | 1. miejsce | 2:49:52  |
| 2013 | 13. Mistrzostwa Europy masters non stadia                    | Úpice                   | chód na 10 km drużynowy M35, w drużynie z: Grzegorz Grinholc, Zbigniew Kwita    | 1. miejsce | 2:48:03  |
| 2013 | 13. Mistrzostwa Europy masters non stadia                    | Úpice                   | chód na 30 km drużynowy M35, w drużynie z: Grzegorz Grinholc, Zbigniew Kwita    | 3. miejsce | 8:49:14  |
| 2014 | 6. Halowe mistrzostwa świata masters                         | Budapeszt               | chód na 10 km M55                                                               | 2. miejsce | 52:31    |
| 2014 | 6. Halowe mistrzostwa świata masters                         | Budapeszt               | chód na 10 km drużynowy M55, w drużynie z: Ryszard Harasiński, Waldemar Małecki | 2. miejsce | 2:47:03  |
| 2015 | 10. Halowe mistrzostwa Europy masters                        | Toruń                   | chód na 5 km drużynowy M55, w drużynie z: Zbigniew Kwita, Waldemar Małecki      | 2. miejsce | 1:17:58  |
| 2015 | 14. Mistrzostwa Europy masters non stadia                    | Grosseto                | chód na 30 km drużynowy M55, w drużynie z: Grzegorz Grinholc, Zbigniew Kwita    | 2. miejsce | 9:25:59  |
| 2015 | 14. Mistrzostwa Europy masters non stadia                    | Grosseto                | chód na 30 km M55                                                               | 2. miejsce | 3:01:02  |
| 2015 | 21. Mistrzostwa świata masters                               | Lyon                    | chód na 20 km M55                                                               | 2. miejsce | 1:50:49  |
| 2016 | 11. Halowe mistrzostwa Europy masters                        | Ankona                  | chód na 5 km drużynowy M55, w drużynie z: Zbigniew Kwita, Waldemar Małecki      | 3. miejsce | 1:20:45  |
| 2016 | 15. Mistrzostwa Europy masters non stadia                    | Monte Gordo             | chód na 30 km M55                                                               | 2. miejsce | 3:02:30  |
| 2016 | 15. Mistrzostwa Europy masters non stadia                    | Monte Gordo             | chód na 10 km M55                                                               | 3. miejsce | 56:11    |
| 2016 | 15. Mistrzostwa Europy masters non stadia                    | Monte Gordo             | chód na 10 km drużynowy M35, w drużynie z: Grzegorz Grinholc, Zbigniew Kwita    | 3. miejsce | 3:21:07  |
| 2016 | 22. Mistrzostwa świata masters                               | Perth                   | chód na 20 km drużynowy M55, w drużynie z: Ryszard Harasiński, Waldemar Małecki | 1. miejsce | 6:11:59  |
| 2016 | 22. Mistrzostwa świata masters                               | Perth                   | chód na 10 km drużynowy M55, w drużynie z: Ryszard Harasiński, Waldemar Małecki | 2. miejsce | 2:54:47  |
| 2016 | 22. Mistrzostwa świata masters                               | Perth                   | chód na 20 km M55                                                               | 3. miejsce | 1:55:56  |
| 2017 | 7. Halowe mistrzostwa świata masters                         | Daegu                   | chód na 3000 m M60                                                              | 1. miejsce | 15:43,66 |
| 2017 | 7. Halowe mistrzostwa świata masters                         | Daegu                   | chód na 10 km M60                                                               | 1. miejsce | 53:38    |
| 2017 | 20. Mistrzostwa Europy masters                               | Aarhus                  | chód na 20 km M60                                                               | 1. miejsce | 1:53:52  |
| 2017 | 20. Mistrzostwa Europy masters                               | Aarhus                  | chód na 20 km drużynowy M55, w drużynie z: Zbigniew Kwita, Waldemar Małecki     | 1. miejsce | 5:58:05  |
| 2017 | 20. Mistrzostwa Europy masters                               | Aarhus                  | chód na 5000 m M60                                                              | 2. miejsce | 26:46,11 |
| 2018 | 12. Halowe mistrzostwa Europy masters                        | Madryt                  | chód na 5 km drużynowy M60, w drużynie z: Ryszard Harasiński, Waldemar Małecki  | 1. miejsce | 1:27:32  |
| 2018 | 16. Mistrzostwa Europy masters non stadia                    | Alicante                | chód na 10 km M60                                                               | 1. miejsce | 55:49    |
| 2018 | 23. Mistrzostwa świata masters                               | Malaga                  | chód na 10 km drużynowy M60, w drużynie z: Ryszard Harasiński, Waldemar Małecki | 2. miejsce | 3:17:24  |
| 2019 | 8. Halowe mistrzostwa świata masters                         | Toruń                   | chód na 10 km drużynowy M60, w drużynie z: Ryszard Harasiński, Marek Zaworski   | 1. miejsce | 3:00:27  |
| 2019 | 8. Halowe mistrzostwa świata masters                         | Toruń                   | chód na 10 km M60                                                               | 2. miejsce | 55:58    |
| 2020 | 17. Mistrzostwa Europy masters non stadia                    | Funchal                 | chód na 10 km M60                                                               | 2. miejsce | 58:18    |
| 2022 | 18. Mistrzostwa Europy masters non stadia                    | Grosseto                | chód na 30 km M65                                                               | 2. miejsce | 3:16:11  |
| 2022 | 24. Mistrzostwa świata masters                               | Tampere                 | chód na 10 km M65                                                               | 3. miejsce | 58:47    |
| 2022 | 24. Mistrzostwa świata masters                               | Tampere                 | chód na 20 km M65                                                               | 3. miejsce | 2:02:17  |
| 2023 | 9. Halowe mistrzostwa świata masters                         | Toruń                   | chód na 10 km drużynowy M65, w drużynie z: Ryszard Harasiński, Waldemar Małecki | 2. miejsce | 3:11:46  |
| 2023 | 9. Halowe mistrzostwa świata masters                         | Toruń                   | chód na 10 km M65                                                               | 3. miejsce | 59:45    |
| 2023 | 22. Mistrzostwa Europy masters                               | Pescara                 | chód na 10 km drużynowy M65, w drużynie z: Ryszard Harasiński, Waldemar Małecki | 3. miejsce | 3:19:27  |
| 2023 | 22. Mistrzostwa Europy masters                               | Pescara                 | chód na 10 km M65                                                               | 3. miejsce | 58:62    |
| 2024 | 14. Halowe mistrzostwa Europy masters                        | Toruń                   | chód na 5 km drużynowy M65, w drużynie z: Ryszard Harasiński, Waldemar Małecki  | 2. miejsce | 1:33:13  |
| 2024 | 14. Halowe mistrzostwa Europy masters                        | Toruń                   | chód na 5 km M65                                                                | 3. miejsce | 29:13    |
| 2024 | 19. Mistrzostwa Europy w lekkiej atletyce masters non-stadia | Porto Santo             | chód na 10 km M65                                                               | 3. miejsce | 1:01:04  |
| 2024 | 19. Mistrzostwa Europy w lekkiej atletyce masters non-stadia | Porto Santo             | chód na 10 km drużynowy M65, w drużynie z: Ryszard Harasiński, Waldemar Małecki | 3. miejsce | 3:16:28  |
| 2024 | 25. Mistrzostwa świata masters                               | Göteborg                | chód na 10 km drużynowy M65, w drużynie z: Leszek Behounek, Waldemar Małecki    | 2. miejsce | 3:01:34  |
| 2025 | 10. Halowe mistrzostwa świata masters                        | Gainsville              | chód na 10 km drużynowy M65, w drużynie z: Leszek Behounek, Waldemar Małecki    | 1. miejsce | 2:59:42  |
| 2025 | 10. Halowe mistrzostwa świata masters                        | Gainsville              | chód na 10 km M65                                                               | 3. miejsce | 58:24    |
| 2025 | 10. Halowe mistrzostwa świata masters                        | Gainsville              | chód na 3000 m M65                                                              | 3. miejsce | 16:53,07 |

## Publikacje
- Jarosław Kisiel, Krzysztof Kisiel, Lesław Lassota, Mirosław Łuniewski, Włodzimierz Szymański, Marek Zaworski, Świat Chodu Sportowego, t. 1. Medaliści Mistrzostw Polski w chodzie sportowym 1923-2015, Kalisz: Wydawnictwo Jarosław Kisiel, 2016, ISBN 978-83-942270-1-2 [dostęp 2023-10-29]. Brak numerów stron w książce
- Jarosław Kisiel, Lesław Lassota, Czesław Lis, Mirosław Łuniewski, Wacław Mirek, Józef Żerko, 50 lat zawodów w chodzie sportowym o Puchar Obrońców Poczty Polskiej w Gdańsku, Jarosław Kisiel (red.), Kalisz: Wydawnictwo Jarosław Kisiel, 2015, ISBN 978-83-942270-0-5 [dostęp 2023-11-19]. Brak numerów stron w książce
- Krzysztof Kisiel, Arkadiusz Janiak, Mirosław Łuniewski, Chód sportowy 2007, Kalisz: Wydawnictwo Uczelni Państwowej Wyższej Szkoły Zawodowej im. Prezydenta Stanisława Wojciechowskiego, 2008, ISBN 978-83-60137-86-4. Brak numerów stron w książce